# Emil Assad Rached
Emil Assad Rached (Vera Cruz, 20 giugno 1943 – Campinas, 15 ottobre 2009) è stato un cestista brasiliano.

## Carriera
Con il Brasile ha disputato i Campionati mondiali del 1967.